# نصيف (اسم)
نصيف هو اسم علم مذكر من أصل عربي، ومعناه هو المنصف، نصف الشي.

## شخصيات تحمل الاسم
- نصيف فلك (1954 – )

## وصلات خارجية
- موسوعة السلطان قابوس لأسماء العرب